# Ciclo del proyecto
Los proyectos, entendidos como una secuencia de actividades relacionadas entre sí destinadas a lograr un objetivo, en un tiempo determinado, y contando con un conjunto definido de recursos, desde su inicio, tienen un proceso bastante bien determinado, generalmente llamado ciclo del proyecto, independientemente del tema al que refieran, a la duración del proceso y los factores que intervienen en el mismo.

## Fases del ciclo de proyecto
Las seis fases del ciclo de proyecto son las siguientes:

### Programación
Es el comienzo del ciclo, aquí se definen los grandes objetivos que se pretenden alcanzar con el proyecto, se dan los grandes lineamientos, se define el espacio en el que se ha de intervenir y se establecen los tiempos, en línea general.

### Identificación
Se elabora la “prefactibilidad”, enfatizando los siguientes aspectos:
- Prefactibilidad técnica;
- Prefactibilidad económica;
- Prefactibilidad legal;
- Prefactibilidad ambiental.

En esta fase, se definen también los eventuales estudios suplementarios que deben ejecutarse antes de pasar a la fase de “Factibilidad”.
Se elaboran varias soluciones posibles para resolver la problemática planteada, determinando sus costos estimados.
A partir de esta fase, se toma la decisión de proseguir o no con el detallamiento del proyecto y, en caso de que la respuesta sea afirmativa, se puede definir también cuál de las varias soluciones presentadas en la fase anterior deberá ser profundizada.

### Instrucción
Se examinan todos los aspectos importantes del proyecto. Se define la solución de forma más detallada y precisa; además, se ajusta el Marco Lógico con la participación de los beneficiarios.
La pertinencia de la idea de proyecto, en cuanto a los problemas, y su factibilidad suelen ser cuestiones claves para estudiar y definir.
Los costos de la intervención se definen con una precisión de más o menos entre el 20 y 20 %.

### Financiación
El ejecutor del proyecto, o el beneficiario, presenta su proyecto a una o más entidades financieras que potencialmente podrían estar interesadas en el proyecto.
Una vez que se logra el acuerdo, el financiador y el beneficiario del proyecto firman un convenio formal que estipula los arreglos financieros esenciales para la ejecución.

### Ejecución
La etapa de ejecución supone el momento de aplicación de los resultados del diseño e identificación a la acción práctica de
cooperación con intención de transformar una determinada realidad. Se trata, por tanto, de la puesta en marcha de las
actividades, utilizando los recursos previstos en la fase anterior con el fin de alcanzar los resultados y el objetivo específico.
También supone el contraste entre la actuación prevista y la capacidad real de obtener las modificaciones deseadas.
Una vez que se cuenta con los recursos necesarios,
- se readapta el proyecto en función del dinero obtenido,
- se firma un convenio de ejecución con la contraparte,
- se programan las actividades y la transferencia de recursos,
- el representante en el país realiza el seguimiento
- y se elaboran los informes de seguimiento y finales.
Es importante señalar la importancia de actuar con la adecuada dosis de flexibilidad en la ejecución, evitando traslaciones
mecánicas y acríticas que en ocasiones fuerzan la adecuación de la realidad a un impecable diseño.
Esto se puede ver favorecido a través del empleo de un enfoque acción-reflexión-acción, lo cual asume una noción de
seguimiento como concepto indisociable de la propia actuación. El seguimiento constituirá la base para el análisis de lo que se
realiza y la fuente de información sobre su adecuación respecto al plan previsto y a la obtención del objetivo específico del
proyecto.
Para ello, es conveniente contar con un sólido y contextualizado sistema de seguimiento que favorezca la atención y análisis
permanente de la ejecución. Este sistema ha de permitir conocer, si es necesario reencauzar, las características y
evolución de la ejecución del proyecto. El seguimiento se lleva a cabo de manera continua durante la ejecución para controlar
que la utilización de los recursos y la formalización de las actividades estén de acuerdo con el cronograma previo.

### Evaluación
La evaluación consiste en el análisis de los resultados obtenidos a través de la implementación del proyecto. Utilizando los indicadores objetivamente medibles establecidos en el Marco Lógico, se determina si los objetivos específicos y el objetivo general han sido alcanzados totalmente o parcialmente. Se delimita la pertinencia, el impacto del proyecto, la eficiencia, eficacia y sostenibilidad del proyecto con la finalidad de hacer, si es necesario, los ajustes.
Las evaluaciones pueden ser:
- De medio término, durante la ejecución del proyecto;
- Al final de la implementación del proyecto;
- Un tiempo después de que el proyecto está operando (“evaluaciones ex-post”)

De estas evaluaciones, se podrán formular recomendaciones y conclusiones para integrar en la planificación y la ejecución de proyectos comparables en el futuro.